# Neisser Bent
Neisser Bent, né le 7 août 1976 à Nueva Gerona, est un nageur cubain.

## Biographie
Neisser Bent dispute l'épreuve du 100 m dos aux Jeux olympiques d'été de 1996 d'Atlanta et remporte la médaille de bronze.